# Biblioteca Pública de San José

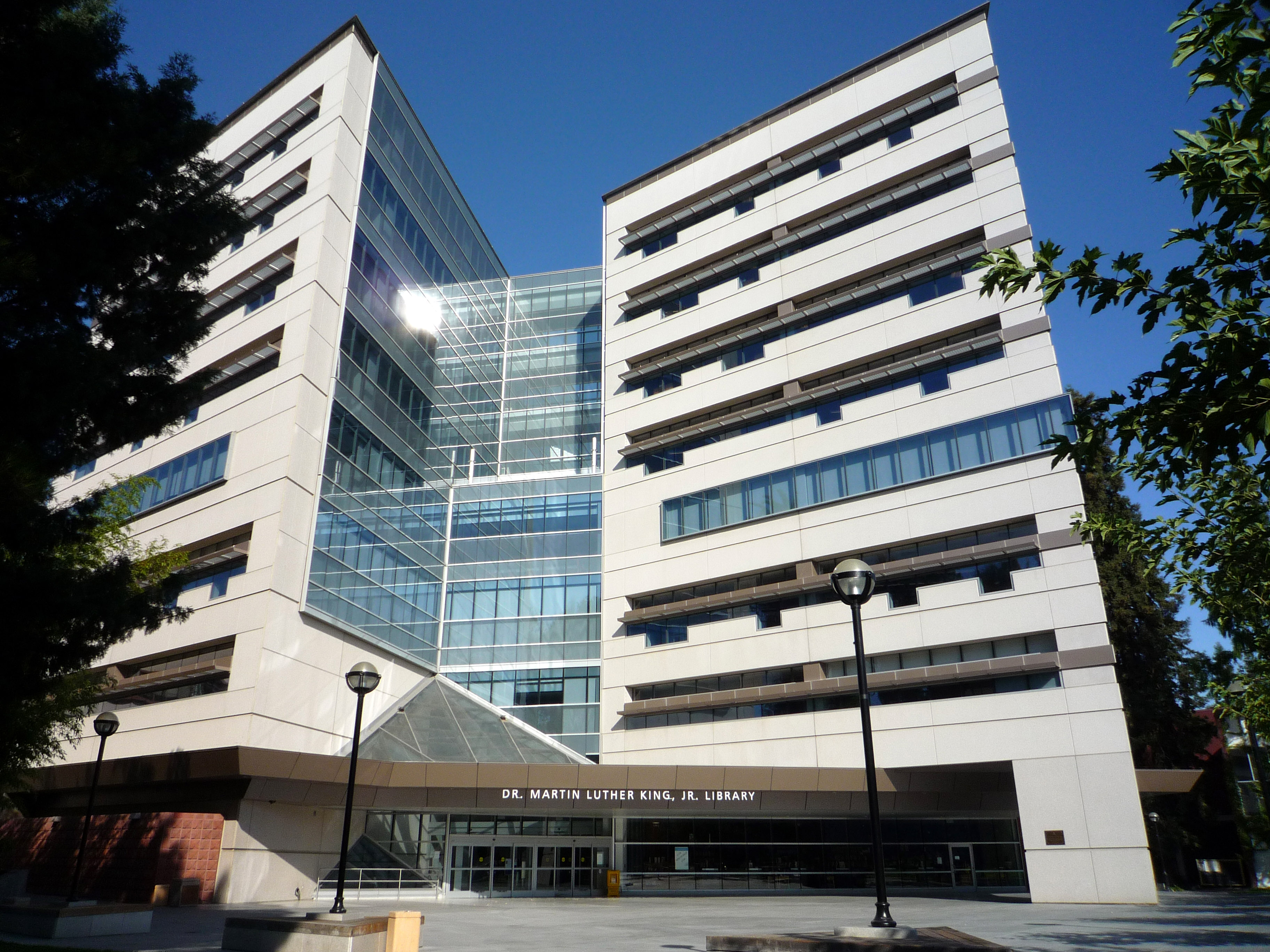
Biblioteca Dr. Martin Luther King

Biblioteca Pública de San José (idioma inglés: San José Public Library) es el sistema de los bibliotecas en San José, California, Estados Unidos. El sistema tiene una biblioteca central, la Biblioteca Dr. Martin Luther King, con la Universidad Estatal de San José. Gestiona muchas sucursales. Tiene la Biblioteca Latinoamericana, una colección de libros en español.

## Bibliotecas
- Biblioteca Dr. Martin Luther King
- Almaden
- Alviso
- Dr. Roberto Cruz - Alum Rock
- Berryessa
- Biblioteca Latinoamericana
- Cambrian
- Calabazas
- East S.J. Carnegie
- Educational Park
- Edenvale
- Evergreen
- Hillview
- Joyce Ellington
- Pearl Avenue
- Rose Garden
- Santa Teresa
- Seventrees
- Tully Community
- Vineland
- Willow Glen
- West Valley